# ビッグハイビ-30
『ビッグハイビ-30』は、2007年にパイオニアが開発・販売した完全告知型の沖スロ5号機第3弾。4号機『ハイビ-30』の後継機。保通協における型式名は「P5BHA-30」。

## 概要
告知は、パイオニア沖スロの伝統で、リールパネル上部左右にある「ハイビスカス」ランプが点灯・点滅すればボーナス確定となる。
告知タイミングは、ボーナス当選時のレバーオン時が50%、その他50%。7がテンパらないと光らない場合もある。
ボーナス告知演出には、リールサンドLEDや告知音と絡めた多彩なバリエーションがあり、リールサンドがレインボーカラーやハイビスカスカラーになるとビッグボーナス確定となる。
ボーナス図柄はビッグ・レギュラーがそれぞれ1種類で、ビッグは2枚掛けで336枚を越える払い出し（純増約300枚）、レギュラーは3枚掛けで135枚を越える払い出し（純増約120枚）で終了する。
演出として、ボーナス後32ゲーム以内にボーナス当選するとプレミアム告知が発生することがある。

## ボーナス確率
| 設定 | BIG確率 | REG確率 | 合成確率 | 機械割 |
| ---- | ------- | ------- | -------- | ------ |
| 1    | 1/321   | 1/431   | 1/184    | 96%    |
| 2    | 1/312   | 1/399   | 1/175    | 98%    |
| 3    | 1/303   | 1/368   | 1/166    | 100%   |
| 4    | 1/292   | 1/348   | 1/159    | 102%   |
| 5    | 1/284   | 1/327   | 1/152    | 104%   |
| 6    | 1/277   | 1/318   | 1/148    | 106%   |

※各数値はメーカー発表値。